# Lemniscomys macculus
Lemniscomys macculus är en däggdjursart som först beskrevs av Thomas och Wroughton 1910.  Lemniscomys macculus ingår i släktet gräsmöss, och familjen råttdjur. IUCN kategoriserar arten globalt som livskraftig. Inga underarter finns listade i Catalogue of Life.
Arten når en kroppslängd (huvud och bål) av 8,0 till 11,8 cm, en svanslängd av 7,0 till 15,0 cm och en vikt av 28 till 35 g (vikten endast från tre exemplar). Bakfötterna är 2,0 till 2,5 cm långa och öronen är 1,0 till 2,0 cm stora. Djuret har en mörk längsgående linje på ryggens topp som ibland är otydlig på grund av att pälsen har en mörkbrun grundfärg. Dessutom förekommer 6 till 8 (oftast 7) ljusa linjer som ibland är uppdelade i fläckar nära bålens topp. Undersidan är täckt av vit päls. Svansen är uppdelad i en svartbrun ovansida och en ljusare undersida. Honor har två par spenar vid bröstet och två par vid ljumsken.
Denna gnagare förekommer i östra Afrika från Etiopien i norra till Rwanda i syd och från östra Kongo-Kinshasa i väst till västra Kenya i öst. Arten lever i kulliga områden och i låga bergstrakter mellan 500 och 1300 meter över havet. Habitatet utgörs av savanner och andra gräsmarker. Lemniscomys macculus besöker även klippiga områden med små gräsytor.
Individerna är ofta nattaktiva och de går främst på dagen. Boet byggs i underjordiska hålor eller bland växtligheten. Ibland delas gömstället med paddan Amietophrynus regularis. Arten äter antagligen delar av gräs. Honor föder 5 till 7 ungar per kull.